# Paul Westhead
Paul William Westhead (ur. 21 lutego 1939 w Filadelfii) – amerykański koszykarz akademicki, następnie trener koszykarski.
Zwolniony z Los Angeles Lakers w wyniku konfliktu z 'Magiciem' Johnsonem. 

## Osiągnięcia

### Zawodnicze
NCAA
- Uczestnik rozgrywek:
  - NCAA Final Four (1961)
  - turnieju NCAA (1959–1961)
- Mistrz sezonu regularnego konferencji (1959–1961)

### Trenerskie
Drużynowe
- Mistrzostwo:
  -  NBA (1980)
  - WNBA (2007)
  - turnieju konferencji:
    - East Coast NCAA (1975, 1978)
    - West Coast (1988, 1989)

  - sezonu regularnego:
    - East Coast NCAA (1974, 1975, 1978)
    - West Coast (1988)

Indywidualne
- Trener roku konferencji West Coast 1988, 1990)